# 大欧韦内
大欧韦内（法語：Grand-Auverné，法語發音：[ɡʁɑ̃.t‿ovɛʁne] ⓘ）是法国大西洋卢瓦尔省的一个市镇，位于该省东北部，临近小欧韦内，属于沙托布里扬-昂斯尼区。

## 地理
大欧韦内（47°35'29"N, 1°19'50"W）面积34.4 平方千米，位于法国卢瓦尔河地区大区大西洋卢瓦尔省，该省份为法国西北部沿海省份，位于布列塔尼半岛东南部，北起伊勒-维莱讷省，西北接莫尔比昂省，西临大西洋，南至旺代省，东临曼恩-卢瓦尔省。
与大欧韦内接壤的市镇（或旧市镇、城区）包括：小欧韦内、里亚耶、穆瓦东拉里维耶尔、布列塔尼地区拉梅耶赖、瓦隆德莱德尔。

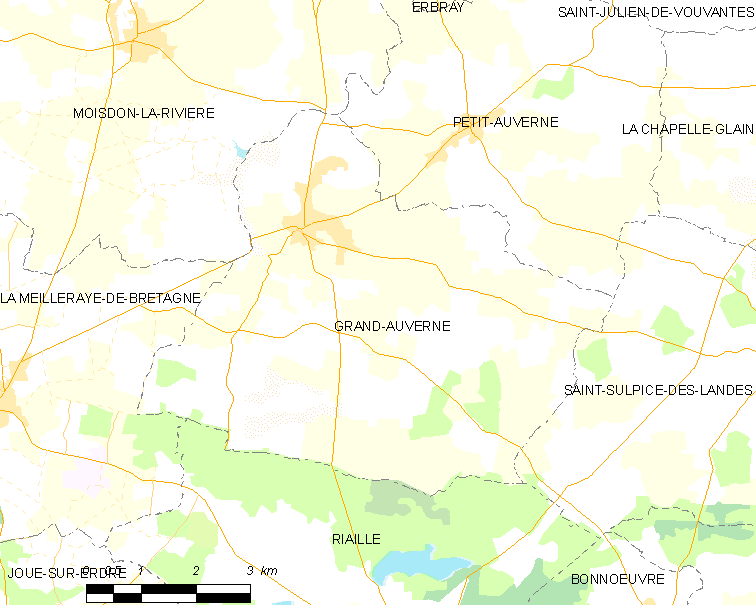
大欧韦内的OSM定位图

大欧韦内的时区为UTC+01:00、UTC+02:00（夏令时）。

## 行政
大欧韦内的邮政编码为44520，INSEE市镇编码为44065。

## 政治
大欧韦内所属的省级选区为沙托布里扬县。

## 人口

1962-2008年间大欧韦内人口变化图示

大欧韦内于2022年1月1日时的人口数量为770人。